# 邦奇·威尔斯

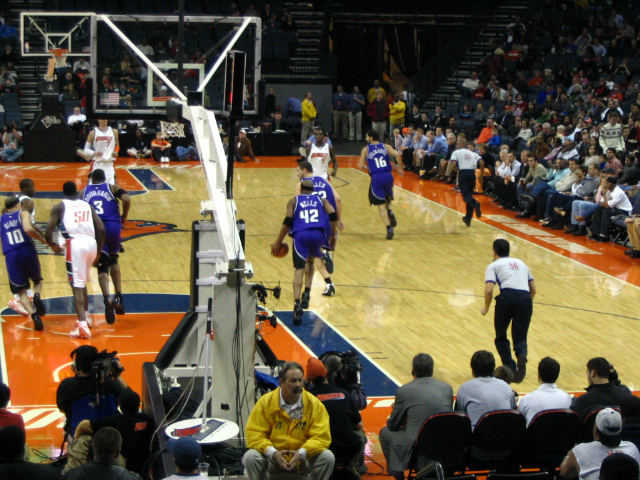
邦奇·威尔斯

加文·迪安吉洛·“邦奇”·威尔斯（英語：Gawen DeAngelo "Bonzi" Wells，1976年9月20日—），出生于印第安那州的东部小城曼西，美国职业篮球运动员，身高196公分，司职得分后卫，曾效力过波特兰开拓者、曼斐斯灰熊、沙加緬度國王、休斯顿火箭等多支NBA球队，10年的NBA生涯，場均能拿到12.1分。 2008年12月登陆中国篮球职业联赛，为山西中宇猛龙队效力。
2019年，威爾斯擔任美國國務院體育外交辦公室的中國體育特使。 